# Pigeonnier d'Ardenne
Le pigeonnier d'Ardenne est situé sur la commune de Moulidars en Charente, à environ 300 mètres au nord du bourg et 100 mètres du château d'Ardenne dont il dépendait autrefois. C'est l'un des plus importants et des plus beaux pigeonniers de la Charente.

## Histoire
Le pigeonnier d'Ardenne est construit en 1717 par Pierre Méhée d'Ardenne, seigneur d'Ardenne et de Moulidars, connu aussi sous le nom d'« épée du roi » faisant référence à ses talents d'escrimeur. À l'époque, construire un pigeonnier ne pouvait se faire sans l'autorisation du roi, en l'occurrence Louis XIV. Pierre Méhée était d'ailleurs assez proche du roi et obtint donc sans difficulté son autorisation. Le nombre de boulins correspond au nombre de journaux que détient le seigneur (un journal ou arpent = 33 ares). Le pigeonnier compte 850 boulins, on peut donc en conclure que Pierre Méhée était un seigneur important car il détenait beaucoup de terres. Le pigeonnier traverse les siècles sans endommagements jusqu'au début du XXe siècle: dans les années 1900 est percée une ouverture à mi-hauteur servant à y faire passer le foin, le pigeonnier étant devenu une grange. En 1982, le pigeonnier est racheté séparément du château par Jacques Mouttet, dont la fille est l'actuel propriétaire. En 1999, le pigeonnier est sérieusement endommagé par la tempête Martin qui a traversé le Sud-Ouest, et la toiture est à refaire. En 2003 est donc créée l'association "Le pigeonnier d'Ardenne" pour sauvegarder ce patrimoine magnifique qu'est le pigeonnier,,,,.

## Architecture
Le pigeonnier est érigé à flanc de coteau en contrebas du château d'Ardenne, il offre une vue plongeante sur la vallée de la Charente, on peut même y apercevoir l'abbaye de Bassac. La fuie est ronde, un bandeau mouluré d'un congé ceinture le pigeonnier aux trois-quarts pour empêcher les prédateurs d'avoir accès aux nids. L'édifice est surplombé d'une poivrière percée de trois lucarnes orientées au sud, à l’est, et au nord. À l'intérieur de l'édifice, on compte 850 boulins. Dans le pigeonnier se trouvait une échelle tournante qui servait à accéder à chaque nid. Cette échelle avait disparu depuis longtemps jusqu'à ce que l'association en refasse faire une qui est actuellement dans le pigeonnier,,.

## Association
L'association du pigeonnier d'Ardenne a été créée en 2003, elle aide à la sauvegarde du pigeonnier. Un bail emphytéotique lie la propriétaire et l'association.